# 2011–2012-es román labdarúgó-bajnokság (első osztály)
A 2011–2012-es Liga I (szponzorált nevén Liga I Bergenbier) a román labdarúgó-bajnokság legmagasabb szintű versenyének 94. alkalommal megrendezett bajnoki éve. A pontvadászat 2011. július 22-én kezdődött és 2012 májusában ér véget.
A címvédő az Oțelul Galați, mely a 2010–11-es bajnoki évben fennállása első bajnoki címét ünnepelte.

## A bajnokság rendszere
A pontvadászat 18 csapat részvételével zajlik, a csapatok a őszi-tavaszi lebonyolításban oda-visszavágós, körmérkőzéses rendszerben mérkőznek meg egymással. Minden csapat minden csapattal kétszer játszik, egyszer pályaválasztóként, egyszer pedig idegenben.
A pontvadászat végső sorrendjét a 34 bajnoki forduló mérkőzéseinek eredményei határozzák meg a szerzett összpontszám alapján kialakított rangsor szerint. A mérkőzések győztes csapatai 3 pontot, döntetlen esetén mindkét csapat 1-1 pontot kap. Vereség esetén nem jár pont.
Azonos összpontszám esetén a bajnokság sorrendjét az alábbi szempontok alapján határozzák meg:
1. az egymás ellen játszott bajnoki mérkőzések pontkülönbsége;
2. az egymás ellen játszott bajnoki mérkőzések gólkülönbsége;
3. az egymás ellen játszott bajnoki mérkőzéseken szerzett gólok száma;
4. a bajnoki mérkőzések gólkülönbsége;
5. a bajnoki mérkőzéseken szerzett gólok száma;

A bajnokság győztese lesz a 2011–12-es román bajnok, az utolsó négy helyen végzett csapat pedig kiesik a másodosztályba.

## Változások a 2010–11-es szezont követően
Kizárták és a harmadosztályba sorolták
- Politehnica Timișoara
- Gloria Bistrița

Kiesett a másodosztályba
- Universitatea Craiova, 15. helyezettként
- Victoria Brănești, 16. helyezettként
- Unirea Urziceni, 17. helyezettként

Feljutott az élvonalba
- Ceahlăul Piatra Neamț, a Seria I győzteseként
- Concordia Chiajna, a Seria I ezüstérmeseként
- Petrolul Ploiești, a Seria II győzteseként
- CS Mioveni, a Seria II bronzérmeseként
- Voința Sibiu, a másodosztályú osztályozó győzteseként

## Részt vevő csapatok
| Csapat                | Székhely       | Stadion                            | 2010–11       |
| --------------------- | -------------- | ---------------------------------- | ------------- |
| Astra Ploiești        | Ploiești       | Astra Stadion                      | 11.           |
| FC Brașov             | Brassó         | Tineretului Stadion                | 12.           |
| Ceahlăul Piatra Neamț | Karácsonkő     | Ceahlăul Stadion                   | 1. (II. o.)I  |
| CFR Cluj              | Kolozsvár      | Dr. Constantin Rădulescu Stadion   | 10.           |
| Concordia Chiajna     | Chiajna        | Concordia Stadion                  | 2. (II. o.)I  |
| Dinamo București      | Bukarest       | Dinamo Stadion                     | 6.            |
| Gaz Metan Mediaș      | Medgyes        | Gaz Metan Stadion                  | 7.            |
| CS Mioveni            | Mioveni        | Dacia Stadion                      | 3. (II. o.)II |
| Oțelul Galați         | Galați         | Oțelul Stadion                     | 1.            |
| Pandurii Târgu Jiu    | Zsilvásárhely  | Tudor Vladimirescu Stadion         | 13.           |
| Petrolul Ploiești     | Ploiești       | Ilie Oană Stadion                  | 1. (II. o.)II |
| Rapid București       | Bukarest       | Giulești-Valentin Stănescu Stadion | 4.            |
| Sportul Studențesc    | Bukarest       | Regie Stadion                      | 18.           |
| Steaua București      | Bukarest       | Steaua Stadion                     | 5.            |
| FCM Târgu Mureș       | Marosvásárhely | Trans-Sil Stadion                  | 9.            |
| Universitatea Cluj    | Kolozsvár      | Gaz Metan Stadion2                 | 8.            |
| FC Vaslui             | Vászló         | Vászló városi stadion              | 3.            |
| Voința Sibiu          | Nagyszeben     | Nagyszebeni városi stadion         | 4. (II. o.)II |

Megjegyzés
1. A 2010–11-es román másodosztályú küzdelmek két 16 csapatos csoportban zajlottak. Az I-es jelölés a Seria I-et, a II-es jelölés a Seria II-t jelenti.
2. Sportlétesítményének felújítási és bővítési munkálatai miatt hazai mérkőzéseit Medgyesen, a Gaz Metan Stadionban rendezi.

## A bajnokság állása
| #   | Csapat                 | M  | GY | D  | V  | G+ – G– | GK  | P  | Megjegyzések                                   |
| --- | ---------------------- | -- | -- | -- | -- | ------- | --- | -- | ---------------------------------------------- |
| 1.  | CFR Cluj               | 24 | 15 | 6  | 3  | 45–17   | +28 | 51 | 2012–2013-as Bajnokok Ligája – csoportkör      |
| 2.  | Dinamo București       | 24 | 13 | 7  | 4  | 38–17   | +21 | 46 | 2012–2013-as Bajnokok Ligája – 3. selejtezőkör |
| 3.  | FC Vaslui              | 24 | 13 | 4  | 7  | 39–21   | +18 | 43 | 2012–2013-as Európa-liga – 3. selejtezőkör     |
| 4.  | Steaua BucureștiK      | 24 | 12 | 7  | 5  | 29–17   | +12 | 43 | 2012–2013-as Európa-liga – 2. selejtezőkör     |
| 5.  | Rapid București        | 24 | 12 | 6  | 6  | 34–22   | +12 | 42 |                                                |
| 6.  | Oțelul GalațiCV        | 24 | 11 | 6  | 7  | 23–18   | +5  | 39 |                                                |
| 7.  | Universitatea Cluj     | 24 | 9  | 10 | 5  | 33–24   | +9  | 37 |                                                |
| 8.  | Pandurii Târgu Jiu     | 24 | 9  | 9  | 6  | 35–25   | +10 | 36 |                                                |
| 9.  | FC Brașov              | 24 | 8  | 5  | 11 | 23–24   | −1  | 29 |                                                |
| 10. | Ceahlăul Piatra NeamțÚ | 24 | 7  | 8  | 9  | 22–32   | −10 | 29 |                                                |
| 11. | Astra Ploiești         | 24 | 7  | 8  | 9  | 22–26   | −4  | 29 |                                                |
| 12. | Gaz Metan Mediaș       | 25 | 7  | 7  | 11 | 30–36   | −6  | 28 |                                                |
| 13. | FCM Târgu Mureș        | 25 | 6  | 9  | 10 | 22–29   | −7  | 27 |                                                |
| 14. | Voința SibiuÚ          | 24 | 6  | 7  | 11 | 14–27   | −13 | 25 |                                                |
| 15. | Sportul Studențesc     | 24 | 5  | 10 | 9  | 25–36   | −11 | 25 | Liga II                                        |
| 16. | Concordia ChiajnaÚ     | 24 | 6  | 6  | 12 | 20–39   | −19 | 24 | Liga II                                        |
| 17. | Petrolul PloieștiÚ     | 24 | 5  | 7  | 12 | 24–33   | −9  | 22 | Liga II                                        |
| 18. | CS MioveniÚ            | 24 | 2  | 6  | 16 | 14–49   | −35 | 12 | Liga II                                        |

Utolsó frissítés: 2012. április 6. 
Forrás: lfp.ro (románul) 
A rangsorolás alapszabályai: 1. összpontszám, 2. egymás elleni eredmények összpontszáma, 3. egymás elleni eredmények gólkülönbsége, 4. egymás elleni eredmények szerzett góljainak száma, 5. gólkülönbség, 6. szerzett gólok száma.
A 2011–2012-es román kupa győztese a 2012–2013-as Európa-liga rájátszásában indulhat.
(B): Bajnokcsapat, (K): Kieső csapat, (F): Feljutó csapat, (I): Kupainduló, (R): A rájátszás győztese, (KGY): Kupagyőztes

## Eredmények
| Hazai \ Vendég1       | AST | BRA | CPN | CFR | CON | DIN | GAZ | MIO | OȚE | PAN | PET | RAP | SPS | STE  | TÂR | UCL | VAS | VOI |
| Astra Ploiești        |     |     | 0–0 | 0–1 |     | 0–0 | 2–0 | 3–1 |     |     | 1–1 |     | 2–2 | 2–1  | 0–2 | 0–0 | 1–0 | 0–1 |
| FC Brașov             | 2–0 |     | 1–1 | 1–2 |     |     | 2–1 | 4–0 | 0–2 | 2–1 | 1–0 | 1–0 | 1–0 |      |     |     | 1–2 |     |
| Ceahlăul Piatra Neamț |     |     |     |     | 0–0 | 0–5 |     |     | 0–2 | 1–1 | 2–1 | 1–2 | 1–2 | 1–0  | 1–1 |     | 1–3 | 2–1 |
| CFR Cluj              | 2–0 |     | 2–1 |     |     | 2–3 | 0–2 | 3–0 | 2–0 | 2–0 | 1–1 |     | 6–1 |      | 1–0 | 3–1 | 2–0 |     |
| Concordia Chiajna     | 0–1 | 2–1 | 2–0 | 0–4 |     |     | 0–0 | 3–1 | 1–0 |     | 0–2 | 1–0 | 1–2 |      |     | 0–0 | 0–3 |     |
| Dinamo București      |     | 0–0 |     |     | 2–0 |     | 2–0 |     | 2–1 | 2–0 |     | 0–0 | 1–3 | 1–3  | 1–0 |     | 0–1 | 1–0 |
| Gaz Metan Mediaș      | 0–0 | 1–1 | 3–1 | 1–1 |     | 0–5 |     | 1–1 |     |     | 0–1 |     | 3–1 | 3–0  | 2–1 | 2–5 | 1–1 | 3–0 |
| CS Mioveni            | 0–1 |     | 1–2 |     |     | 0–1 | 4–2 |     |     | 0–2 | 0–0 |     | 2–1 | 0–1  | 0–0 | 0–1 | 0–5 | 1–2 |
| Oțelul Galați         | 1–1 | 1–0 | 0–0 | 0–4 | 0–0 | 1–1 | 1–0 | 0–0 |     |     | 1–0 | 2–0 | 1–0 |      |     |     |     | 3–0 |
| Pandurii Târgu Jiu    | 1–2 | 2–1 | 1–1 | 2–0 | 5–2 | 2–2 | 1–0 | 5–1 | 0–1 |     |     | 3–0 |     | 1–1  |     | 1–0 |     | 0–0 |
| Petrolul Ploiești     |     | 2–0 | 0–1 |     | 3–4 | 1–5 |     |     | 2–1 | 0–0 |     | 0–1 |     | 0–32 | 0–1 | 2–2 | 1–2 | 4–1 |
| Rapid București       | 3–2 | 1–1 | 1–2 | 1–1 | 2–0 | 0–0 | 5–3 | 4–0 |     |     | 2–0 |     | 2–0 |      |     | 1–1 | 3–0 |     |
| Sportul Studențesc    |     | 2–1 | 1–1 | 1–1 | 2–2 | 0–2 |     | 0–0 |     | 0–0 | 1–1 |     |     | 0–0  | 1–1 | 2–4 | 1–0 | 2–2 |
| Steaua București      | 2–1 | 1–0 |     | 1–1 | 2–1 |     | 0–0 | 4–0 | 2–1 | 1–2 |     | 0–0 |     |      | 2–0 | 2–1 |     | 1–0 |
| FCM Târgu Mureș       | 2–2 | 0–0 |     | 0–2 | 3–0 | 0–1 | 1–0 | 2–0 | 1–2 | 3–3 |     | 0–2 |     | 1–0  |     | 1–1 |     | 0–0 |
| Universitatea Cluj    | 3–1 | 1–0 | 1–0 |     | 1–1 | 0–0 |     | 2–2 | 1–1 |     | 3–2 | 2–0 |     | 0–1  | 3–1 |     | 0–1 |     |
| FC Vaslui             |     | 0–1 | 1–2 | 1–1 | 4–0 | 3–1 |     |     | 1–0 | 3–2 | 0–0 | 2–3 |     | 0–0  | 4–0 |     |     | 2–0 |
| Voința Sibiu          | 1–0 | 2–1 |     | 0–1 | 1–0 |     | 0–2 |     | 0–1 | 0–0 |     | 0–1 | 1–0 | 1–1  | 1–1 | 0–0 |     |     |

Utolsó felvett mérkőzés dátuma: 2012. április 6. 
Forrás: lfp.ro (románul) 
1A hazai csapatok a bal oldali oszlopban szerepelnek.
Színek: Zöld = hazai győzelem; Sárga = döntetlen; Piros = vendéggyőzelem.
2A mérkőzés az első félidő 10 perces hosszabbításának végén 0–2-es állásnál a hazai szurkolók rendbontása miatt félbeszakadt. A mérkőzés 3 pontját 3–0-s gólkülönbséggel a vétlen vendégcsapatnak ítélték. 
 